# Геомаркетинг
Геома́ркетинг (географический маркетинг) — маркетинговая дисциплина, направленная на взаимодействие с локальной аудиторией, выделенной по географическому признаку, с целью планирования, продвижения и осуществления деятельности в области сбыта продукции.
Также часто используется термин локальный маркетинг.

## Обзор
Геомаркетинговое исследование является формой маркетингового исследования, позволяющей проанализировать внешние и внутренние геопространственные (имеющие географическую привязку) показатели компании, различные аспекты её прошлой, текущей и будущей деятельности, включая инфраструктуру и конкурентную среду.
Геомаркетинг часто путают с геоаналитикой, однако есть определённые различия, в основном в отраслях применения. Геоаналитика используется во многих отраслях, а геомаркетинг — нет.
Отдельным направлением геомаркетинга является онлайн геомаркетинг (локальное продвижение), в рамках которого осуществляется деятельность в сети Интернет, направленная на привлечение клиентов из геосервисов: автомобильные навигаторы, справочники организации, картографические сервисы.

### Используемые методы
Методы геомаркетинговых исследований, в целом, соответствуют геоинформационным методам пространственного анализа.
Наиболее распространены и востребованы следующие методы:
- построение буферных зон (видимости, доставки грузов и товаров, рыночного охвата и т. п.),
- маршрутизации (прокладка оптимального маршрута для доставки грузов и т. п.),
- анализ положения относительно каких-либо объектов[3][4](конкурентов, потребителей, поставщиков и т. п.),
- анализ доступности[5] (пешая, автомобильная и т. п.),
- количественные переменные (количество населения, работающих, пешеходов, автомобилей и т. д.),
- пространственной статистики (регрессионный анализ[6], распределение покупателей, концентрации грузов, размещение магазинов и т. д.),
- анализ зон пригодности, как результат наложения разных факторов[7],
- Модель Хаффа[8],
- сетевого анализа (взаимосвязи типа поставщик — продавец — покупатель),
- специальное геомаркетинговое моделирование[9].

Помимо геоинформационных методов, важными являются демографические, социально-экономические и физико-географические характеристики территорий различного пространственного охвата.

## Инструменты геомаркетинга
Геомаркетинговые исследования выполняются с использованием геоинформационных систем (ГИС) или геомаркетинговыми системами с привлечением внешней и внутренней социально-экономической информации относительно компании и анализируемой территории. Использование информационных технологий, как неотъемлемая часть геомаркетингового анализа, определяет геомаркетинг как смежную дисциплину между информационным менеджментом и маркетингом.
В некоторых ГИС разработаны специализированные функции, направленные на решение геомаркетинговых задач. Помимо полноценных геоинформационных систем, отличающихся высокой стоимостью и лицензионными ограничениями, задачи геомаркетинга и пространственного анализа могут быть решены программным обеспечением с открытым исходным кодом, например QGIS, браузерными ГИС и программами для визуализации данных.
Геомаркетинговые системы бывают корпоративными, разворачиваемыми на аппаратных мощностях компании и облачными, работающими по бизнес-моделям SaaS или DaaS. Рынок облачных решений разрастается, каждая система индивидуальна и решает разные задачи. Важной составляющей любой геомаркетинговой системы являются картографические сервисы (либо подготовленные базовые карты), геоданные о количестве населения в пределах избирательных участков, населенных пунктов, домохозяйствах, а также -о конкурентах и инфраструктурных объектах (точках интереса или POI). Ряд решений по анализу геоданных предлагают сотовые операторы на основе обезличенных данных абонентов можно проводить анализ целевой аудитории, понимать транзитный трафик.

## Геопространственные данные
Основу геомаркетинговых исследований составляют пространственные данные. Отличительной особенностью этих данных является наличие географической привязки (координатной, адресной, реестровой и т. п.). Одним из наиболее распространенных форматов хранения геопривязанных векторных данных является Shapefile, а также GEOJson. Пространственные данные могут собираться CRM системами, передаваться устройствами поддерживающими GPS-навигацию, геокодироваться по адресам. Важную роль в предоставлении пространственных данных играют геопорталы, открытые государственные данные, а также проект OpenStreetMap.

## Тематические периодические издания
Геоинформационные системы, картография
- ArcReview;[источник не указан 1533 дня]
- Земля из космоса;
- Геоматика;
- Геопрофи;
- Управление развитием территории;
- Информационный бюллетень ГИС-Ассоциации России;
- Геодезия и картография;
- Геоинформатика[источник не указан 1533 дня]

Маркетинг и экономика
- Geomarketing Intelligence[14]
- Вопросы экономики;[источник не указан 1533 дня]
- Пространственная экономика;
- Вестник Института экономики РАН;
- Маркетинг&Менеджмент.[источник не указан 1533 дня]